# Borstal Boy
Borstal Boy é uma peça de teatro irlandesa de 1967 escrita pelo dramaturgo Frank McMahon baseado na autobiografia homônima de Brendan Behan. Apresentada pela primeira vez no Teatro Abbey em Dublin, conta a história da prisão de Behan por transportar explosivos para o Reino Unido.
Venceu o Tony Award de melhor peça de teatro.